# Cyanomitra veroxii
Cyanomitra veroxii е вид птица от семейство Nectariniidae.